# Cichlasoma bartoni
Cichlasoma bartoni é uma espécie de peixe da família Cichlidae.
É endémica do México.